# Вимивання (хімія атмосфери)

Схема хімічних та транспортних процесів, що відбуваються в атмосфері.

Вимивання (хімія атмосфери) (рос. вымывание, англ. wash out) — у хімії атмосфери — видалення з атмосфери газів та деяких частинок краплями дощу при їх паданні.

## Загальний опис
Поглинання опадами газових і аерозольних домішок є одним з найважливіших механізмів очищення атмосферного повітря.
Опади у вигляді снігу в 3-4 рази ефективніше, ніж дощ, вимивають з атмосфери аерозолі, але у багато разів слабкіше, ніж рідкі, поглинають гази, розчинні у воді.
Механізм захоплення падаючими краплями води і сніжинками різних інгредієнтів забруднень атмосфери вельми складний.
Слабкі, в основному дрібнодисперсні, краплі більш ефективно поглинають атмосферні домішки.
Розчинення газових домішок і захоплення аерозолів веде до очищення атмосферного повітря.
Поглинаються опадами атмосферні забруднення випадають на земну поверхню і забруднюють її, згубно впливають на рослинний і тваринний світ.
Аерозолі і газові домішки морського, грунтового і техногенного (антропогенного) походження визначають хімічний склад опадів в різних районах Земної кулі.
За змістом домішок в опадах можна судити про рівні забруднень атмосфери в місцях утворення дощових хмар і в підхмарними шарі, промивають опадами.
За даними довідника «Атмосфера», наведені дані про середнє значення pH для деяких станцій глобального моніторингу за період 1980—1985 рр. Опади від полярних до тропічних широт дають кислу реакцію. Максимальну кислотність мають опади, що випадають поблизу промислових центрів і великих населених пунктів.

## Інтернет-ресурси
- Вымывание осадками примесей из атмосферы. Химизм осадков // Экология. Справочник [Архівовано 13 лютого 2021 у Wayback Machine.]